# Råsvalen
Råsvalen är en sjö som ligger mellan Storå och Lindesberg i Lindesbergs kommun i Västmanland och ingår i Norrströms huvudavrinningsområde. Sjön är 32 meter djup, har en yta på 12,1 kvadratkilometer och befinner sig 60 meter över havet. Sjön ingår i Arbogaåns vattensystem.

## Delavrinningsområde
Råsvalen ingår i delavrinningsområde (661298-146591) som SMHI kallar för Utloppet av Råsvalen. Medelhöjden är 121 meter över havet och ytan är 67,89 kvadratkilometer. Räknas de 45 avrinningsområdena uppströms in blir den ackumulerade arean 1 099,25 kvadratkilometer. Arbogaån som avvattnar avrinningsområdet har biflödesordning 2, vilket innebär att vattnet flödar genom totalt 2 vattendrag innan det når havet efter 218 kilometer. Avrinningsområdet består mestadels av skog (57 procent). Avrinningsområdet har 12,5 kvadratkilometer vattenytor vilket ger det en sjöprocent på 18,4 procent. Bebyggelsen i området täcker en yta av 3,2 kvadratkilometer eller 5 procent av avrinningsområdet.